# Campagne-lès-Guines
Campagne-lès-Guines is een gemeente in het Franse departement Pas-de-Calais (regio Hauts-de-France) en telt 452 inwoners (1999). De plaats maakt deel uit van het arrondissement Calais.

## Geografie
De oppervlakte van Campagne-lès-Guines bedraagt 5,7 km², de bevolkingsdichtheid is 79,3 inwoners per km².
De onderstaande kaart toont de ligging van Campagne-lès-Guines met de belangrijkste infrastructuur en aangrenzende gemeenten.

## Demografie
Onderstaande figuur toont het verloop van het inwonertal (bron: INSEE-tellingen).